# Freddy Fazbear’s Pizzeria Simulator
Freddy Fazbear’s Pizzeria Simulator (deutsch etwa Freddy Fazbears Pizzeriensimulation, oft FFPS oder FNaF 6 abgekürzt) ist der offizielle sechste Teil der Spielereihe Five Nights at Freddy’s. Das Spiel wurde am 4. Dezember 2017 veröffentlicht und wie alle bisherigen Teile von Scott Cawthon entwickelt. Clickteam, die Entwickler der Spiel‐Engine von FFPS und seinen Vorgängern, veröffentlichten im August 2019 einen Port des Spiels für mobile Geräte.
Pizzeria Simulator ist der erste Teil der Hauptreihe von Five Nights at Freddy's, der Spielsegmente enthält, die nicht dem Genre Horror zuzuordnen sind. Die üblichen Horrorsegmente sind allerdings ebenfalls enthalten.
Das Spiel ist eine direkte Fortsetzung von Five Nights at Freddy’s 3.

## Handlung
Das Spiel beginnt als ein 2D-basiertes Minispiel, in welchem der Spieler Freddy Fazbear, einen Hauptcharakter der Five Nights at Freddy’s-Serie, steuert und die Aufgabe hat, Kinder mit seiner eigenen Pizza zu versorgen. Das Minispiel endet jedoch bald in einem Glitch.
Der Spieler befindet sich danach in einem dunklen Raum mit dem Animatronic Circus Baby aus Five Nights at Freddy’s: Sister Location. Da dieser sich jedoch in einem sehr zerstörten Zustand befindet, wird er Scrap Baby genannt. Eine Stimme von einer Kassette weist den Spieler an, den Animatronic zu beobachten und die Reaktionen auf verschiedene Audiostimulationen zu dokumentieren. Eine Checkliste mit den Optionen „nein“, „ja“ und „unsicher“ muss ausgefüllt werden. Während der dritten Audiostimulation fängt Baby jedoch plötzlich an zu sprechen und sich zu bewegen, wobei die Kassette abbricht und der Bildschirm schwarz wird.
Daraufhin beginnt das eigentliche Spiel. Ein Film spielt, der die Spielmechaniken und die Grundlagen der Handlung erklärt. Der Spielcharakter ist durch den Kauf eines Starterpakets zu einem Konzessionsnehmer von Fazbear Entertainment geworden und hat nun die Aufgabe, eine Pizzeria der Kette Freddy Fazbear's Pizza mit dem Namen Freddy Fazbear's Pizza Place aufzubauen. Das Starterpaket besteht aus dem Gebäude, der Pizzeria, und einigen Tischen. Der Spieler hat nun die Möglichkeit, das leere Gebäude mit dem ihm übriggebliebenen Geld einzurichten.
Ist die Einrichtung abgeschlossen, muss noch für den folgenden Arbeitstag der Pizzeria vorgesorgt werden, indem beispielsweise Speisekarten gedruckt, Öfen geputzt und Becher und Teller bestellt werden. Dies wird nun einzeln manuell an einem Computer in einem Hinterzimmer erledigt. Sobald alles erledigt ist, kann sich vom Computer abgemeldet werden.
Nach Erledigung aller Aufgaben befindet sich der Spieler wieder im Raum, in dem er früher mit Baby war. Diesmal ist im Raum jedoch Molten Freddy zu finden, ein Animatronic der nur noch aus losen Metallstücken und Kabeln mit einem Gesicht, welches Freddy Fazbear aus Five Nights at Freddy's ähnelt. Die Stimme von der Kassette erklärt, dass hinter der Pizzeria öfter ungewöhnliche Dinge, wie dieser Animatronic, gefunden werden, deren Bestandteile nützlich sein könnten. Diese zu bergen, bringe dem Spieler daher Geld ein. Allerdings bestehe ein Risiko darin, dass der Animatronic den Spieler töten könnte. Es kann nun ausgewählt werden, ob versucht werden soll, den Animatronic zu bergen oder nicht.
Dem Spieler werden dann die Einnahmen der Pizzeria für den Tag präsentiert. Dieser Prozess wiederholt sich jeden Tag, wobei jedes Mal ein anderer Animatronic zu bergen ist. Wird ein Animatronic geborgen oder schlägt der Bergungsversuch fehl, muss er in den folgenden Tagen abgewehrt werden, während die Pizzeria für den nächsten Tag vorbereitet wird.
Das Spiel fängt Montag an. Dienstag wird Springtrap aus Five Nights at Freddy’s 3 gefunden, Mittwoch wieder Scrap Baby und Donnerstag Lefty, ein völlig unbeschädigter schwarz-roter Animatronic-Bär, der auch für die Pizzeria gekauft werden kann. Freitag muss nichts geborgen werden.
Was dann am Samstag passiert, basiert auf den Entscheidungen des Spielers. Hat dieser nicht alle vier Animatronics in die Pizzeria gebracht, erklärt die Stimme von der Kassette, sein Vertrag werde beendet, da er nicht seinen Verpflichtungen gemäß §4 des Vertrages nachgekommen sei. Aus den vorherigen Angaben der Stimme geht hervor, dass dieser Paragraph bestimmt, alle auffälligen Animatronics müssten in die Pizzeria gebracht werden.
Sind die Animatronics jedoch alle in der Pizzeria, fängt Baby an zu sprechen. Sie erklärt, der Spieler hätte den Animatronics geholfen, indem er sie alle zusammengebracht hat. Sie könnten ihren Plan nun ausführen. Plötzlich wird Baby jedoch von der Stimme auf der Kassette unterbrochen. Diese sagt, Baby, welche sie Elizabeth nennt, habe sich geirrt. Die Animatronics seien nicht gerufen worden, um ihren Plan auszuführen, sondern um in einem Labyrinth aus Luftschächten um die Pizzeria eingesperrt zu werden. Dabei könnten sie die Präsenz potenzieller Opfer in der Pizzeria spüren, sie aber nie erreichen. Sie seien dabei so sehr auf die Suche fixiert, dass sie nicht merkten, dass sie eingesperrt sind. Die Stimme erklärt dann, den Animatronics ein für alle Mal ein Ende setzen zu wollen. Sie richtet sich dann an den Spieler, dem sie erklärt, es habe einen Fluchtweg für ihn gegeben, sie spüre aber, dass er – wie sie selbst – bleiben wolle. Während die Stimme spricht, zeigt eine Temperaturanzeige an, dass der Raum immer heißer wird.
Man sieht dann Bilder von den Animatronics, die verbrennen. Die Stimme appelliert nochmal an sie, die in ihnen gefangenen Seelen freizugeben. Sie sagt, für die meisten von ihnen gebe es noch Hoffnung, einer aber werde schon von der Hölle erwartet. Dabei sieht man ein Bild von Springtrap.
Dann spricht der Mann, dem die Stimme gehört, noch seine Tochter an. Er dankt ihr dafür, dass sie die anderen Animatronics geschützt habe und bedauert ihren Tod. Währenddessen werden Bilder der Puppet, einer sich ähnlich wie die Animatronics bewegenden Marionette aus Five Nights at Freddy’s 2, gezeigt. Ein Bild, das nach dem Tod des Spielers auftauchen kann, zeigt, dass sich die Puppet innerhalb von Lefty befindet. Dann beendet der Mann die Kommunikation.
Danach wird nochmal ein Film wie der vom Anfang des Spieles eingeblendet. In diesem wird sich für die falschen Angaben über die Pizzeria entschuldigt und erklärt, dass Fazbear Entertainment sich nun aufgelöst habe. Dann wird dem Spieler ein „Zertifikat der Fertigstellung“ überreicht, das von nun an auf dem Titelbildschirm des Spieles zu finden ist, zu dem das Spiel nun auch zurückkehrt.

## Gameplay
Jeder Tag im Spiel beginnt in der Pizzeria. Der Spieler hat dort die Möglichkeit, Einrichtungsgegenstände für seine Pizzeria zu kaufen. Dies geschieht über vier verschiedene Kataloge, welche Produkte unterschiedlicher Preisklassen anbieten. Ein neuer Katalog wird dann freigeschaltet, wenn bestimmte Produkte des letzten gekauft wurden.
Diese Produkte können Animatronics, Vergnügungsattraktionen wie Fahrgeschäfte oder Spielautomaten und Sicherheits‐ oder Gesundheitsvorkehrungen sein. Außerdem kann das Gebäude vergrößert werden, um mehr Platz für diese Gegenstände zu schaffen. Die in der Pizzeria befindlichen Gegenstände beeinflussen ihren Ertrag am Ende des Tages, indem sie die Statuswerte der Pizzeria verändern. Die Statuswerte sind Atmosphäre, Gesundheit & Sicherheit, Unterhaltung, Umsatz und Risiko. Unterschiedliche Gegenstände beeinflussen die Werte unterschiedlich, sie können sie jedoch nie direkt senken. Risiko ist der einzige negative Wert. Je höher er ist, desto wahrscheinlicher ist es, dass die Pizzeria verklagt wird, was die Kosten in die Höhe treibt. Der Wert von Gesundheit & Sicherheit kann den Risiko‐Wert senken, wenn er hoch genug ist.
Dem Spieler stehen zusätzlich jeden Tag zehn Wertmarken zur Verfügung, die genutzt werden können, um die aufgestellten Attraktionen zu testen, was über Minispiele geschieht. Je nachdem, wie bei diesen abgeschnitten wird, erhöht sich die Bewertung der Pizzeria, was sich alle 1000 Punkte in einem Geldbetrag von 100 $ als Belohnung niederschlägt. Auch das erstmalige Aufstellen einer Attraktion erhöht die Bewertung.
Ist die Einrichtung des Restaurants für den Tag abgeschlossen, beginnt der Survival Horror‐Teil des Spieles. Der Spieler sitzt an einem Computer und muss eine Reihe an Aufgaben erledigen, um die Pizzeria auf den kommenden Tag vorzubereiten, beispielsweise Menüs drucken oder Putzen. All diese Aufgaben können über den Computer erledigt werden, dieser braucht jedoch einige Zeit dazu. Sind alle Aufgaben erledigt, kann sich vom Computer abgemeldet werden, was die Nacht beendet. Während der Erledigung der Aufgaben greifen Animatronics an, die sich jedoch deutlich anders verhalten als in den bisherigen Spielen. So haben alle vier Animatronics exakt das gleiche Bewegungsmuster und werden gleich abgewehrt und der Spieler hat einen direkten Einfluss darauf, welche und ob überhaupt Animatronics auftauchen. Animatronics tauchen nur auf, wenn der Spieler sie aufgenommen hat, entweder in einer der Bergungen am Ende einer Nacht oder indem er ein beschädigtes, stark im Preis reduziertes Produkt gekauft hat, indem sich ein Animatronic versteckte.
Die Animatronics bewegen sich durch ein System aus Luftschächten auf den Spielercharakter zu, zu dessen Linken und Rechten sich Zugänge zu diesem System befinden. Sie reagieren auf Geräusche, weshalb es möglich ist, Ventilation und Computer auszustellen, um die Geräuschbildung zu minimieren. Ohne Ventilation steigt jedoch die Temperatur, was schließlich zu Ohnmacht führt, und ohne Computer können die Aufgaben nicht erledigt werden. Außerdem kann je eine von drei Funktionen des Computers benutzt werden. Diese sind ein Audiospieler, der in der ganzen Ventilation gespielt werden kann und die Animatronics ablenkt, ein Bewegungsmelder, der die Animatronics in der Ventilation anzeigt und eine stille Ventilation, die keine Geräusche macht, aber die Temperaturzunahme nur verlangsamt. Schließlich gibt es eine Taschenlampe, die Animatronics in einem der beiden Luftschächte am Büro abwehrt, wenn sie in diese hineinscheint.
In den ersten vier Nächten folgt diesem Teil des Spiels noch eine Bergung eines hinter der Pizzeria gefundenen Animatronics. Der Spieler kann sich entscheiden, ob er den jeweiligen Animatronic bergen möchte oder nicht. Befindet sich ein Animatronic bereits vor seiner Bergung im Restaurant, wird statt ihm ein Schild gefunden, dass auf diesen Sachbestand hinweist.
Um einen Animatronic zu bergen, muss seine Reaktion auf bestimmte Audiostimulationen überprüft werden. Wenn der Spieler das Gefühl hat, dass der Animatronic einen Jumpscare durchführen wird, kann er ihn mit einem Taser unterdrücken. Allerdings verliert der Animatronic an Wert, wenn er mehr als dreimal getasert wird, was die Höhe des Bergungslohns, der bei erfolgreicher Bergung verliehen wird, verringert. Führt der Animatronic einen Jumpscare durch, gilt die Bergung als fehlgeschlagen, aber er befindet sich hinterher trotzdem in der Pizzeria.
Am Ende jeder Nacht werden die Statistiken der Pizzeria für den Tag, wie Besucherzahl und Umsatz angezeigt. Außerdem wird der Spieler über etwaige Klagen gegen die Pizzeria informiert. Diese können entweder beigelegt oder bekämpft werden.

## Entwicklung
Am 30. Juni 2017 kündigte Scott Cawthon an, dass die Entwicklung des bisher unangekündigten Five Nights at Freddy's 6 abgebrochen werde. Gleichzeitig wolle er aber möglicherweise einen neuen Ableger für die Serie, beispielsweise in Form einer Wirtschaftssimulation einer Pizzeria produzieren.
Im Laufe der Zeit wurden auf der Cawthons Internetseite mehrere Teaser zum Spiel veröffentlicht, die Freddy Fazbear im 8‐Bit‐Stil bei verschiedenen Aktivitäten, beispielsweise dem Jonglieren von Pizzen, zeigten.
Am 2. Dezember 2017 war auf der Seite ein neuer Teaser zu sehen, laut dem das Spiel in drei Tagen erscheinen werde. Tatsächlich erschien es dann schon zwei Tage später.

## Rezeption
Die Bewertungen fielen generell positiv aus.
Das Benutzerbewertung auf Metacritic beträgt 7,5/10. GameCrate hob das besonders gute Preis‐Leistungs‐Verhältnis des kostenlosen Spieles hervor.